# Eragrostis leersiiformis
Eragrostis leersiiformis är en gräsart som beskrevs av Georg Oskar Edmund Launert. Eragrostis leersiiformis ingår i släktet kärleksgrässläktet, och familjen gräs. Inga underarter finns listade i Catalogue of Life.